# Biserica Sfinții Arhangheli din Schitu-Matei
Biserica  Sfinții Arhangheli este un monument istoric aflat pe teritoriul satului Schitu-Matei; comuna Ciofrângeni, județul Argeș.Ea se afla la începutul satului.

## Istoric și trăsături
Ctitorie a logofătului Matei, biserica de la care se trage și numele satului, a fost refăcută la mijlocul secolului XIX. 
„Întru slava și lauda marelui Dumnezeu și a sfinților îngeri Mihail și Gavriil, ce este și hramul, și s-a împodobit cu toată podoaba, după cum se vede astăzi, fiind mai dinainte altă biserică, zidită tot în acest loc de strămoșul meu logofătul Matei, iar acum s-a zidit din temelie în zilele principelui Alexandru Ghica caimacanul și stăpânirea sfinției sale kirul Clement al Argeșului de robii lui Dumnezeu: Antonie, Maria, Drăgușin, Săndica, Zamfir, Anghel, Tudor, Ana, Elena, în anul 1857”.

## Imagini

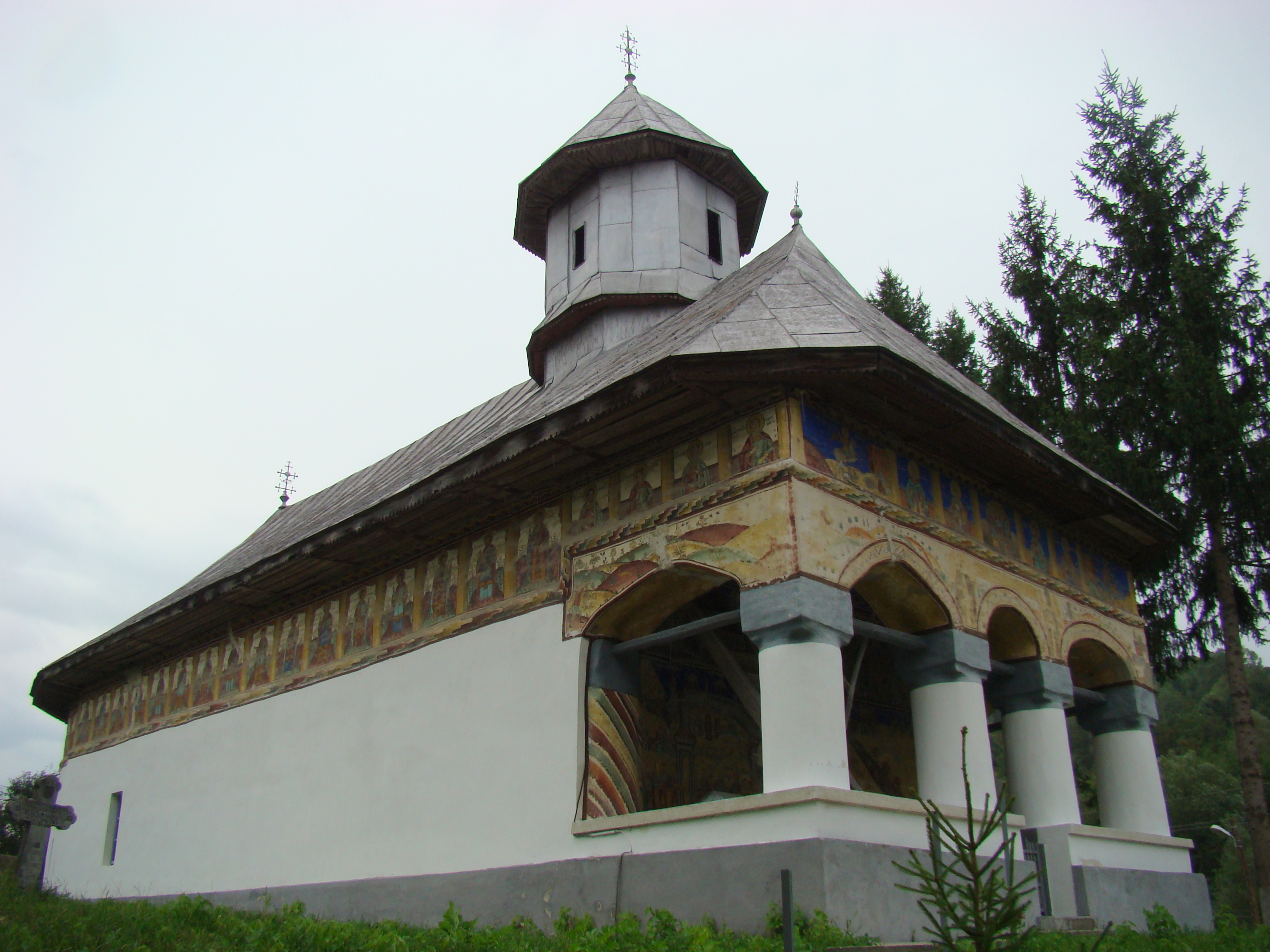
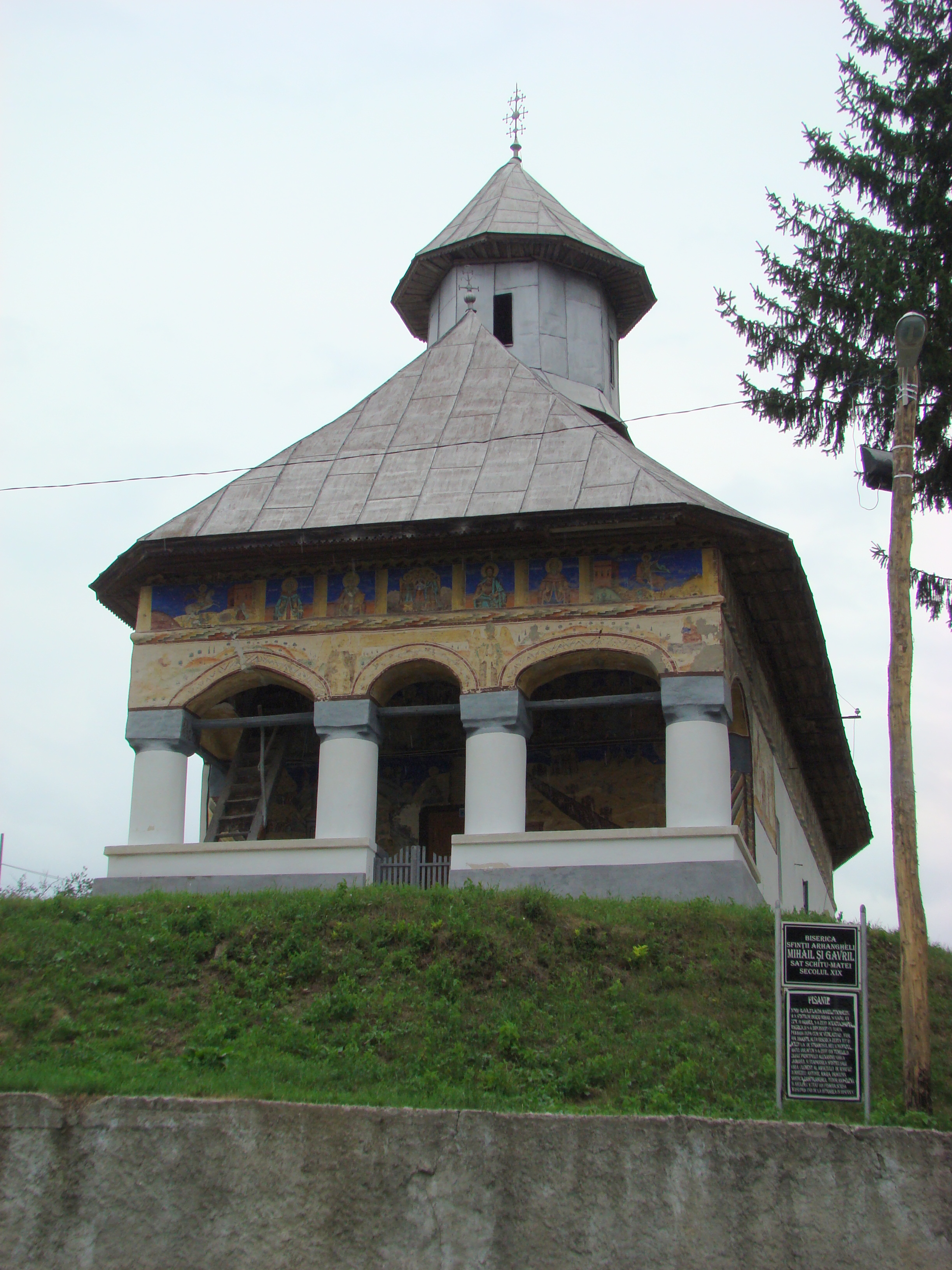
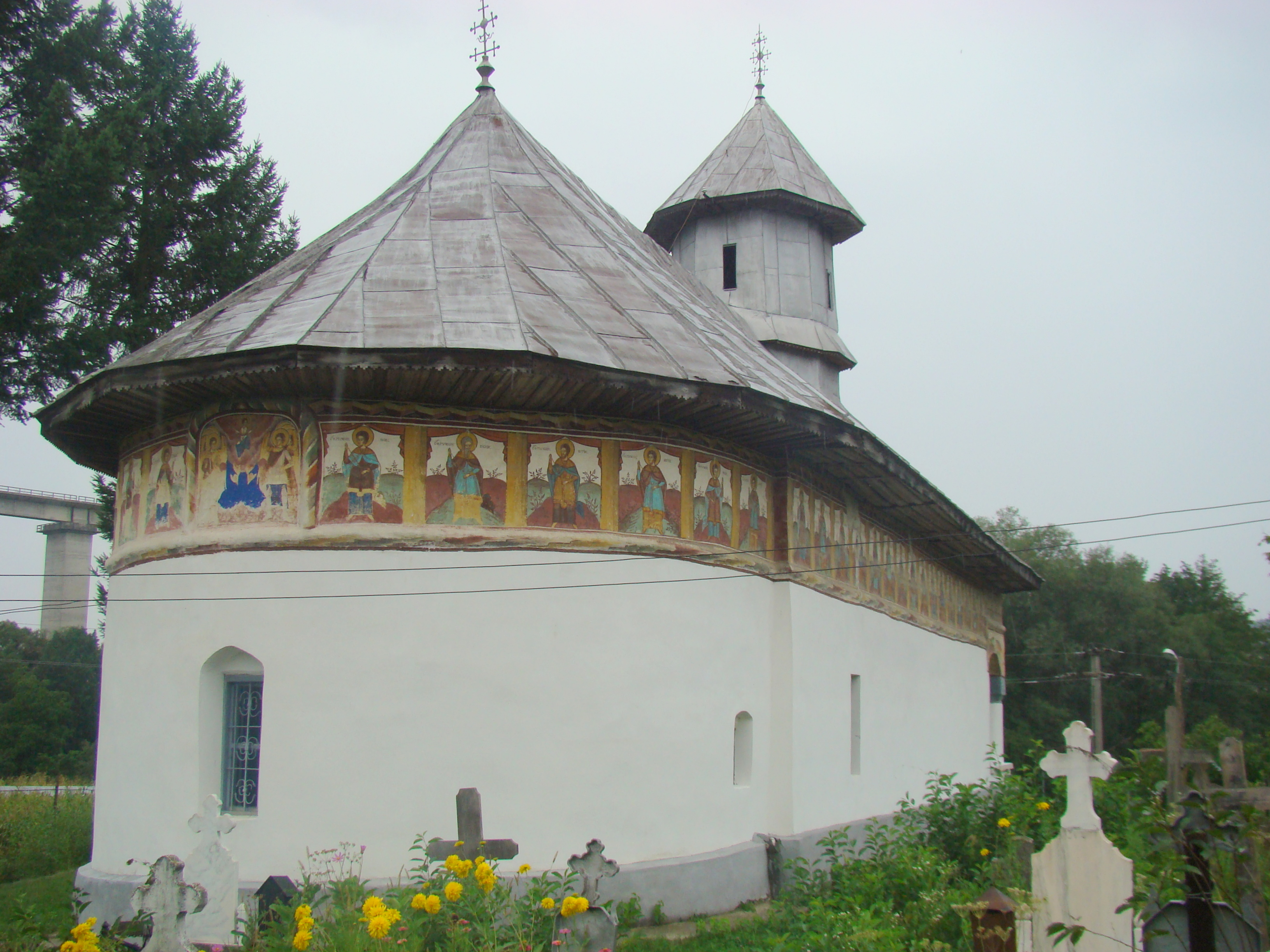
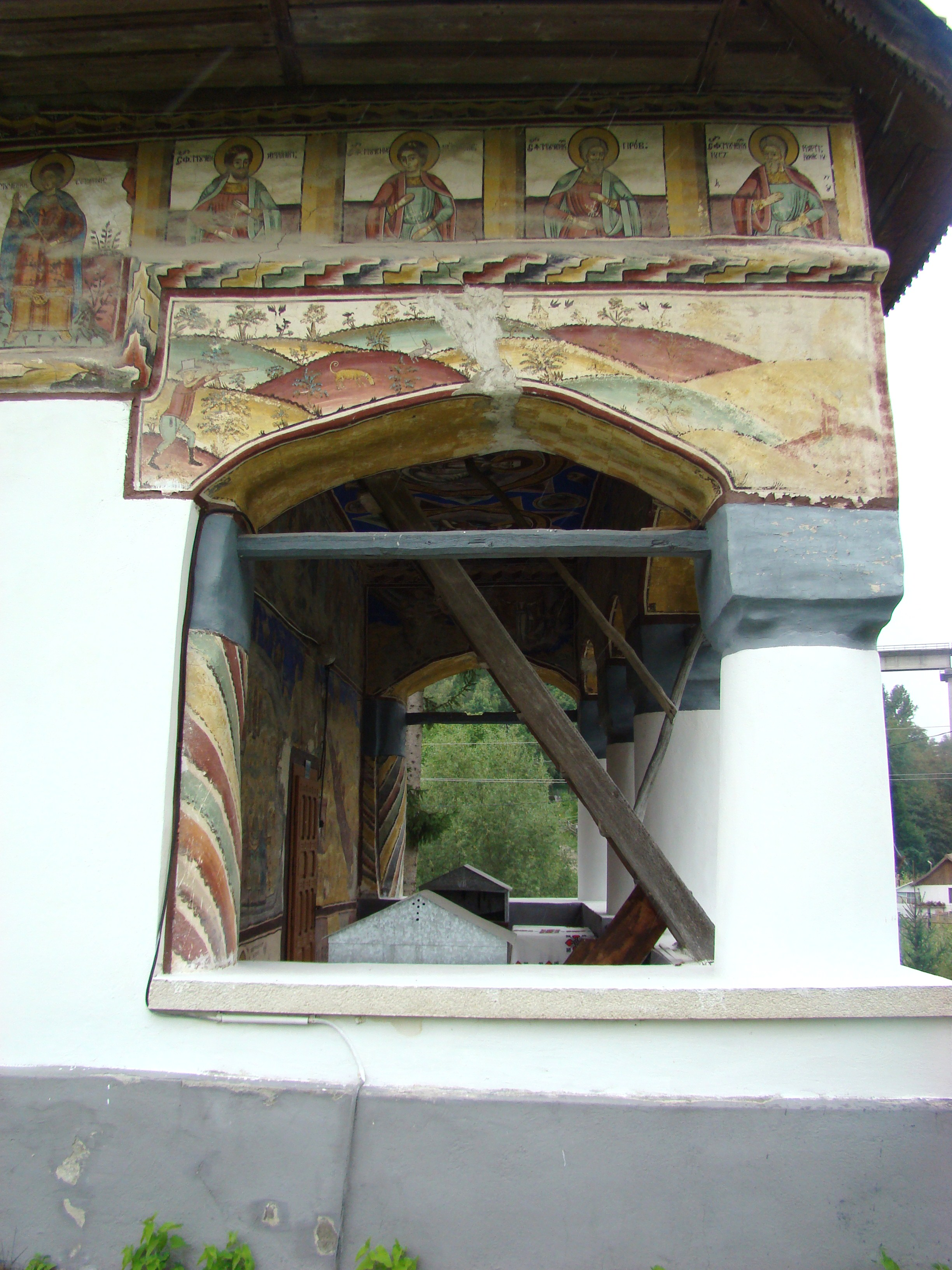
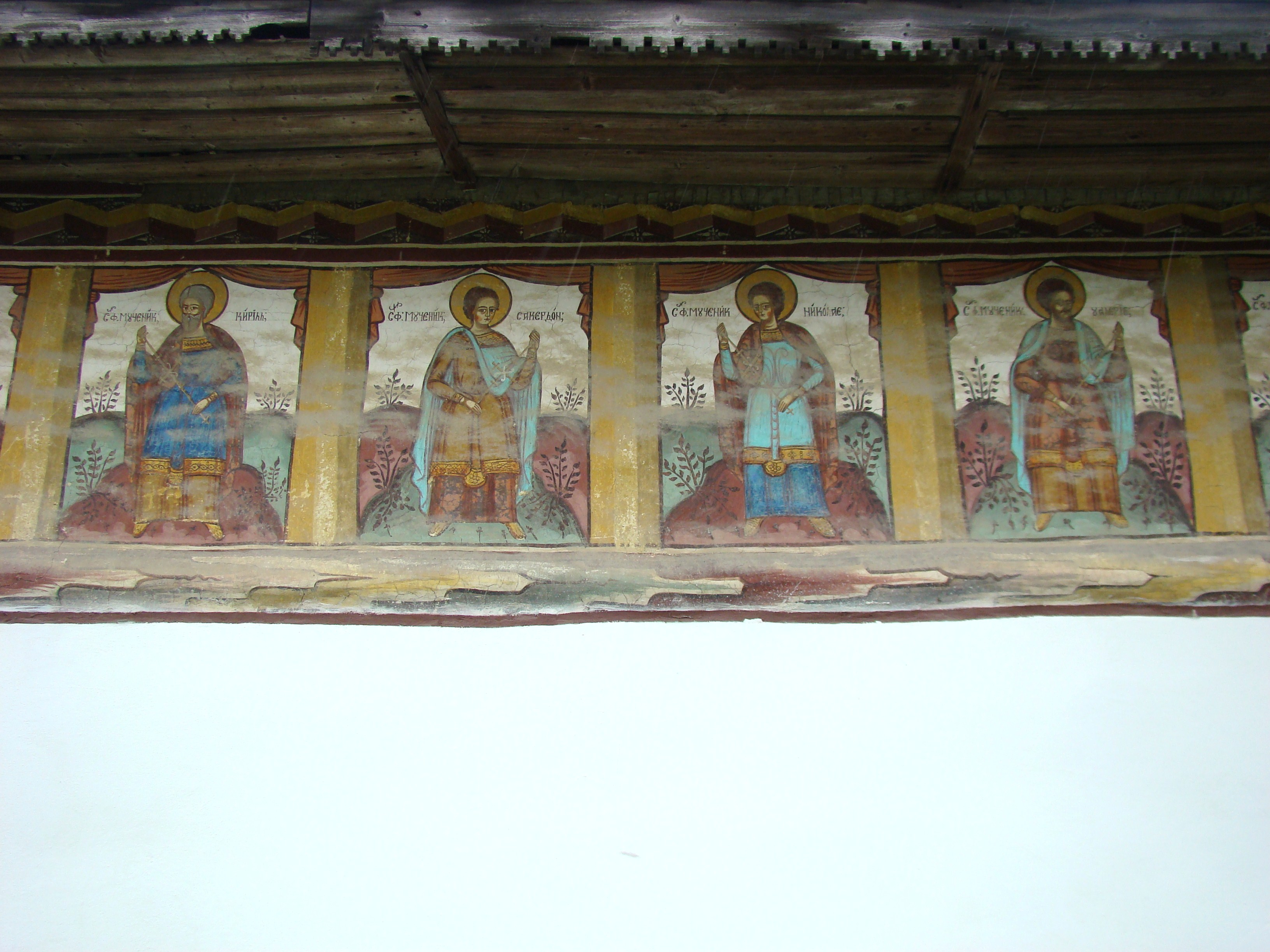
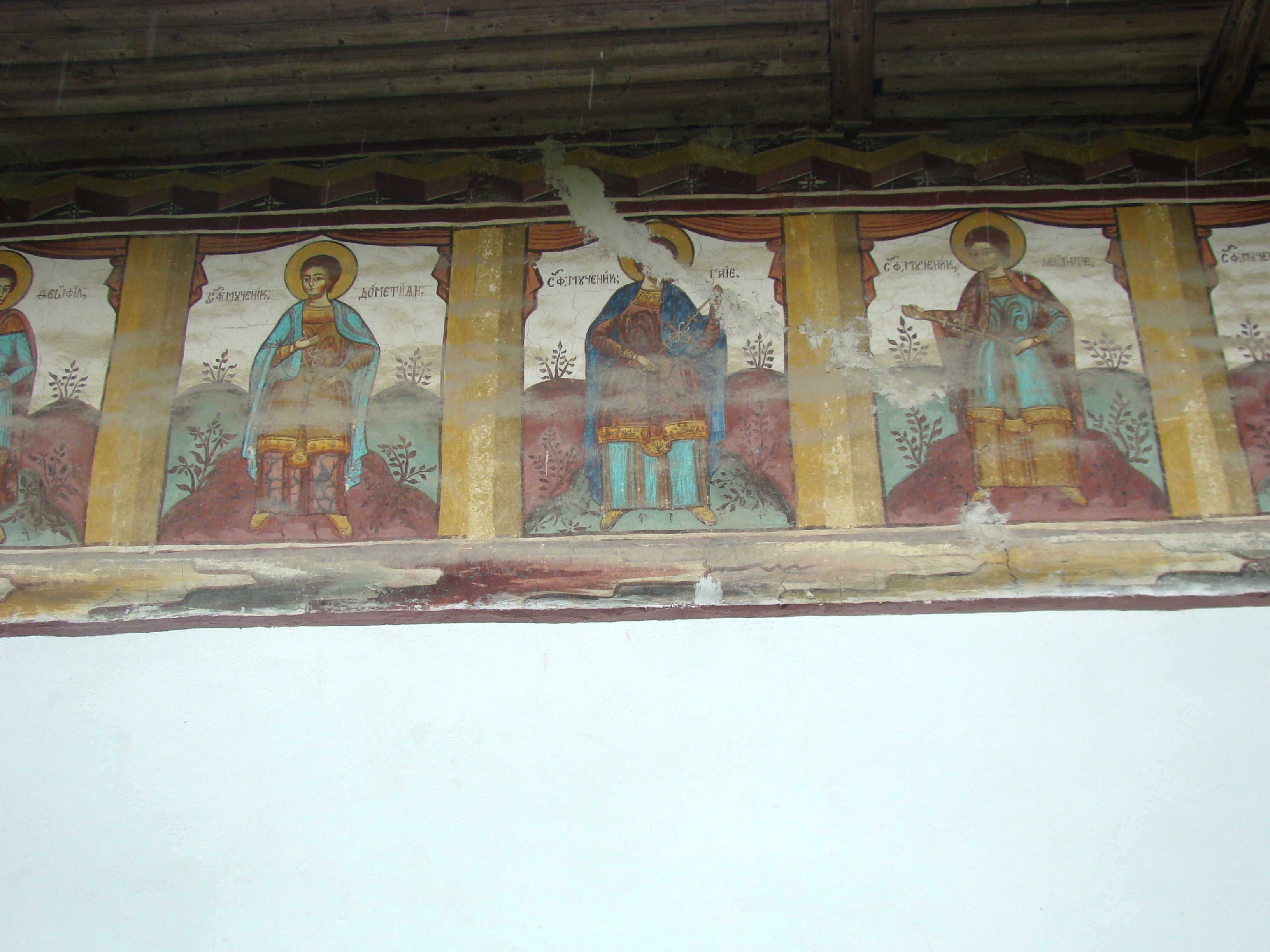
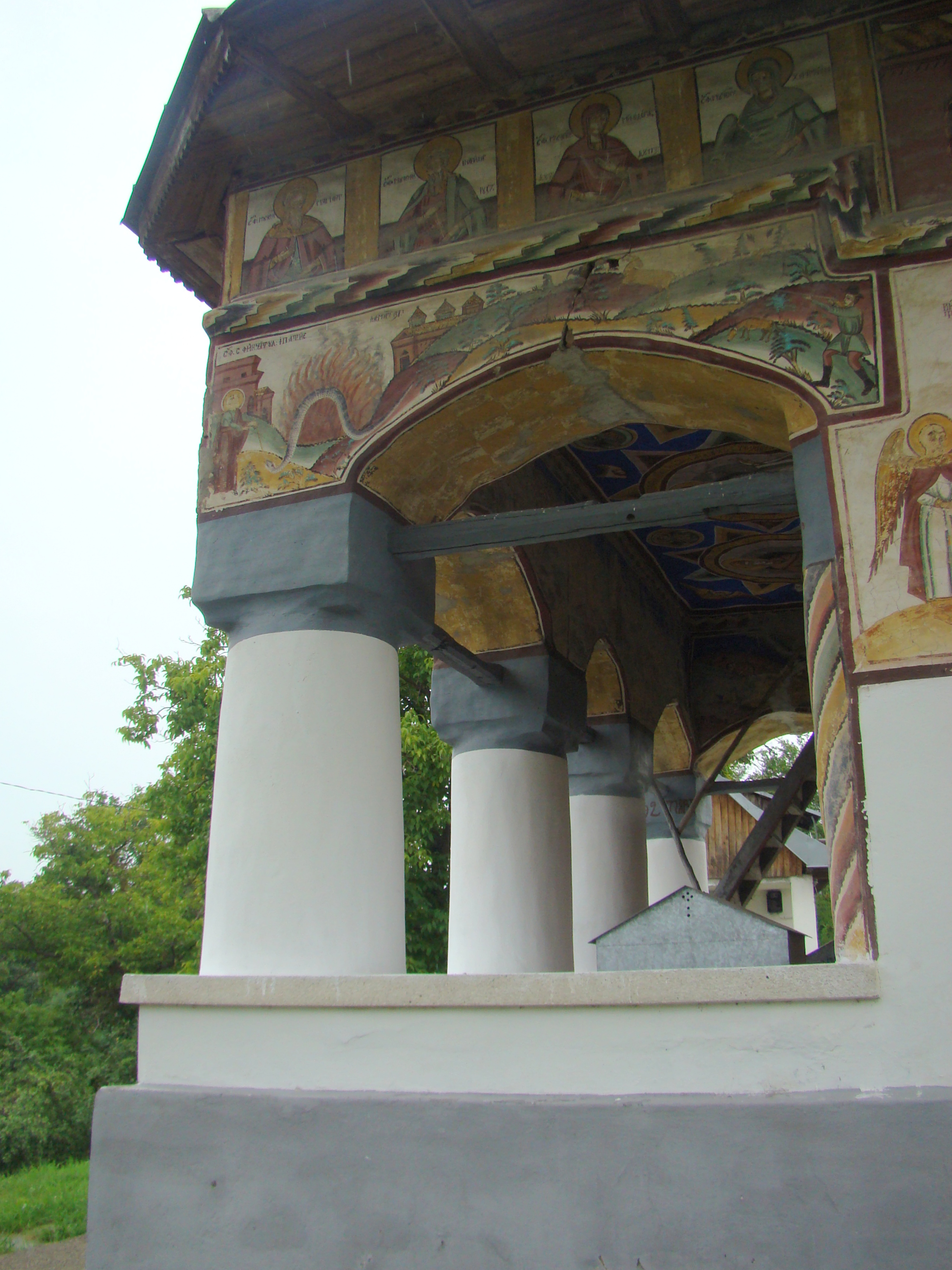
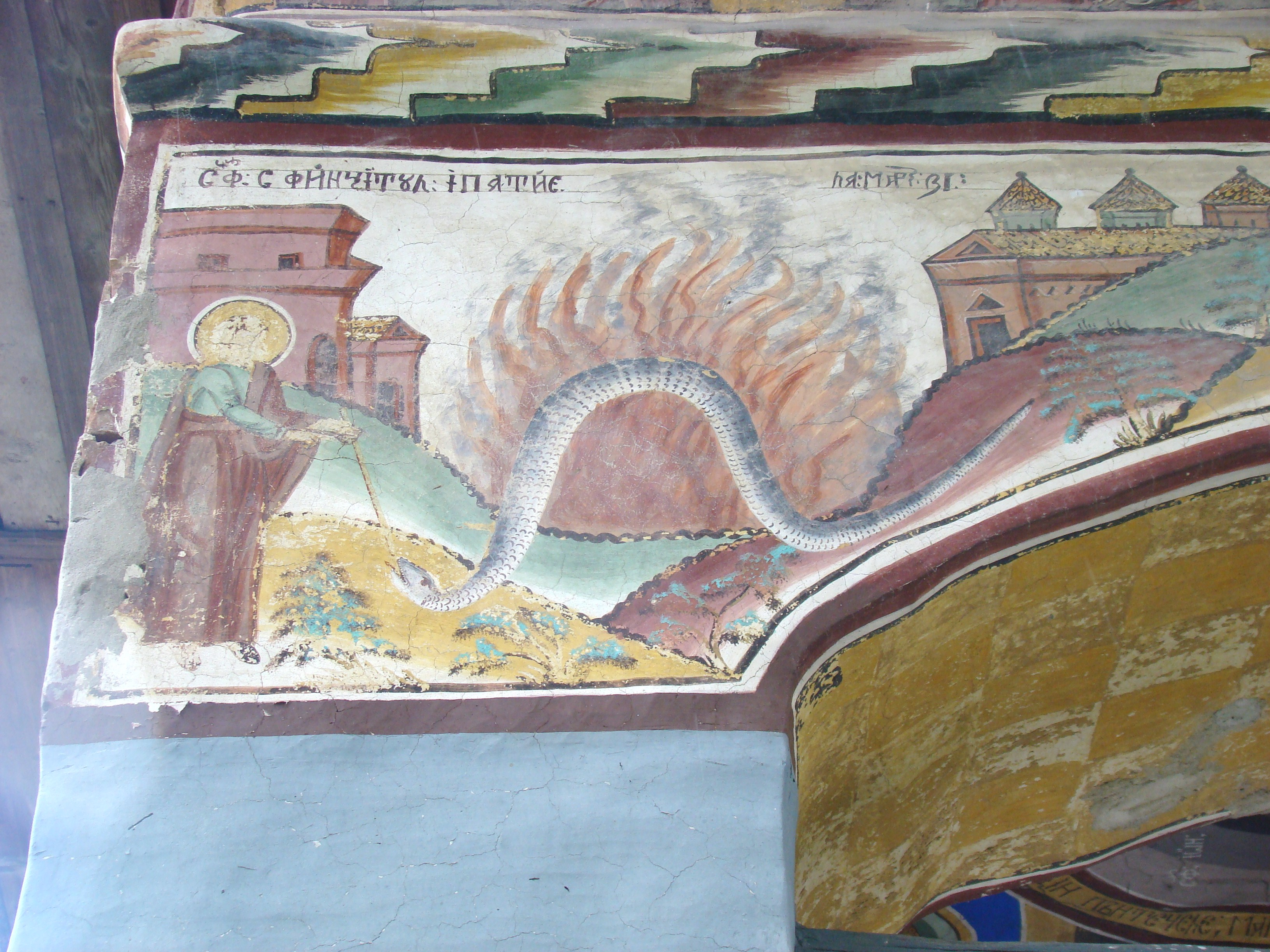
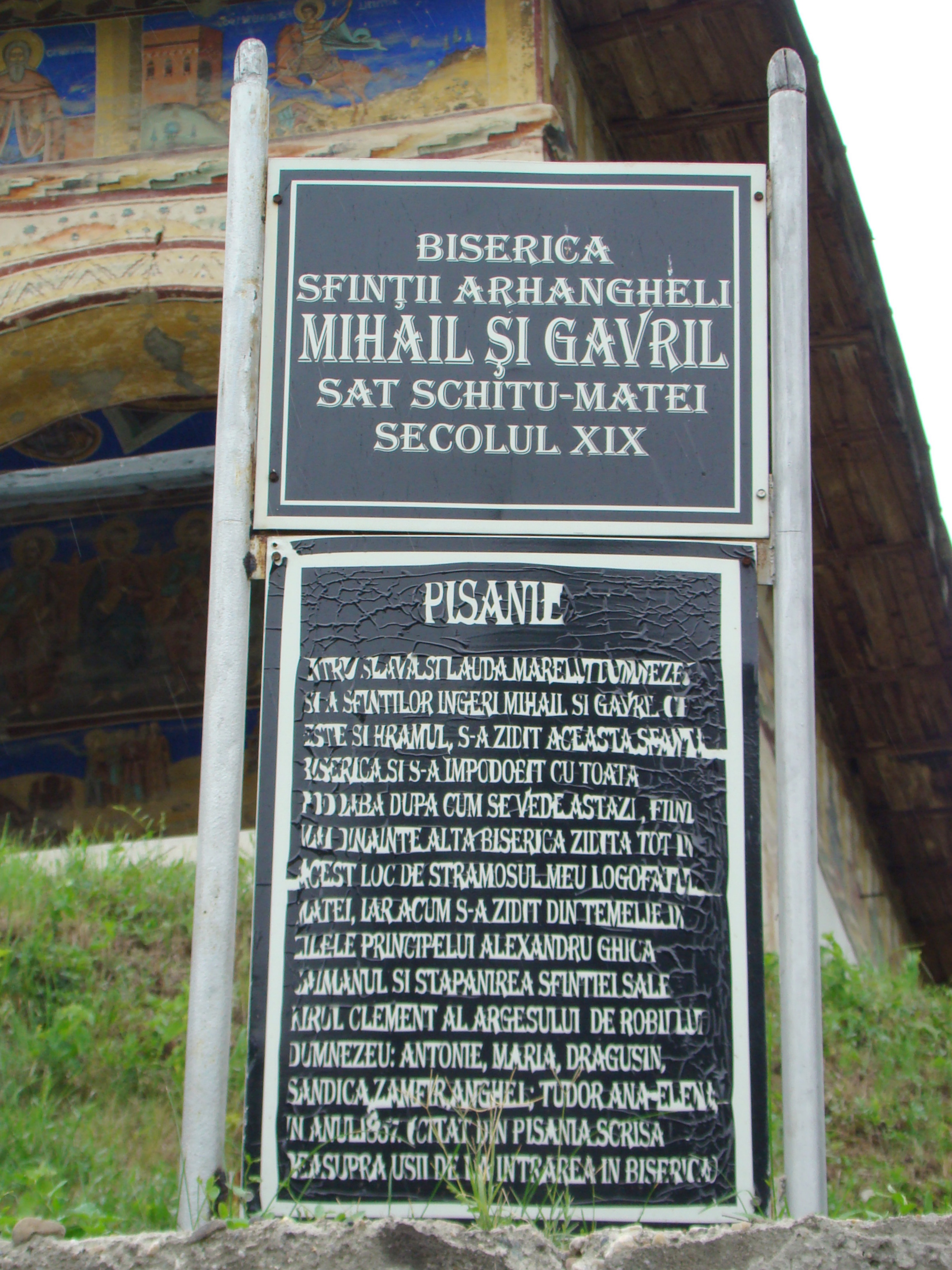
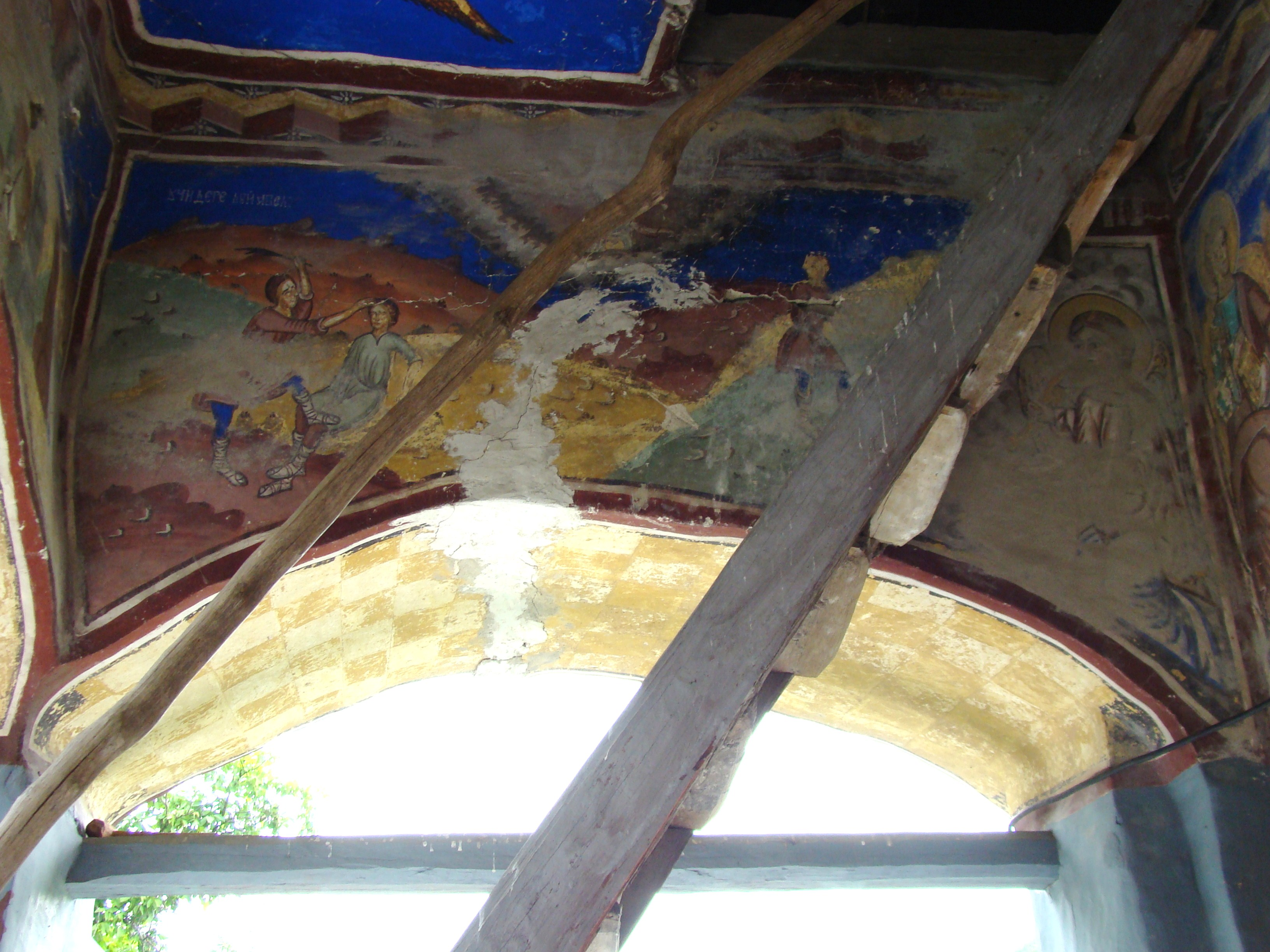
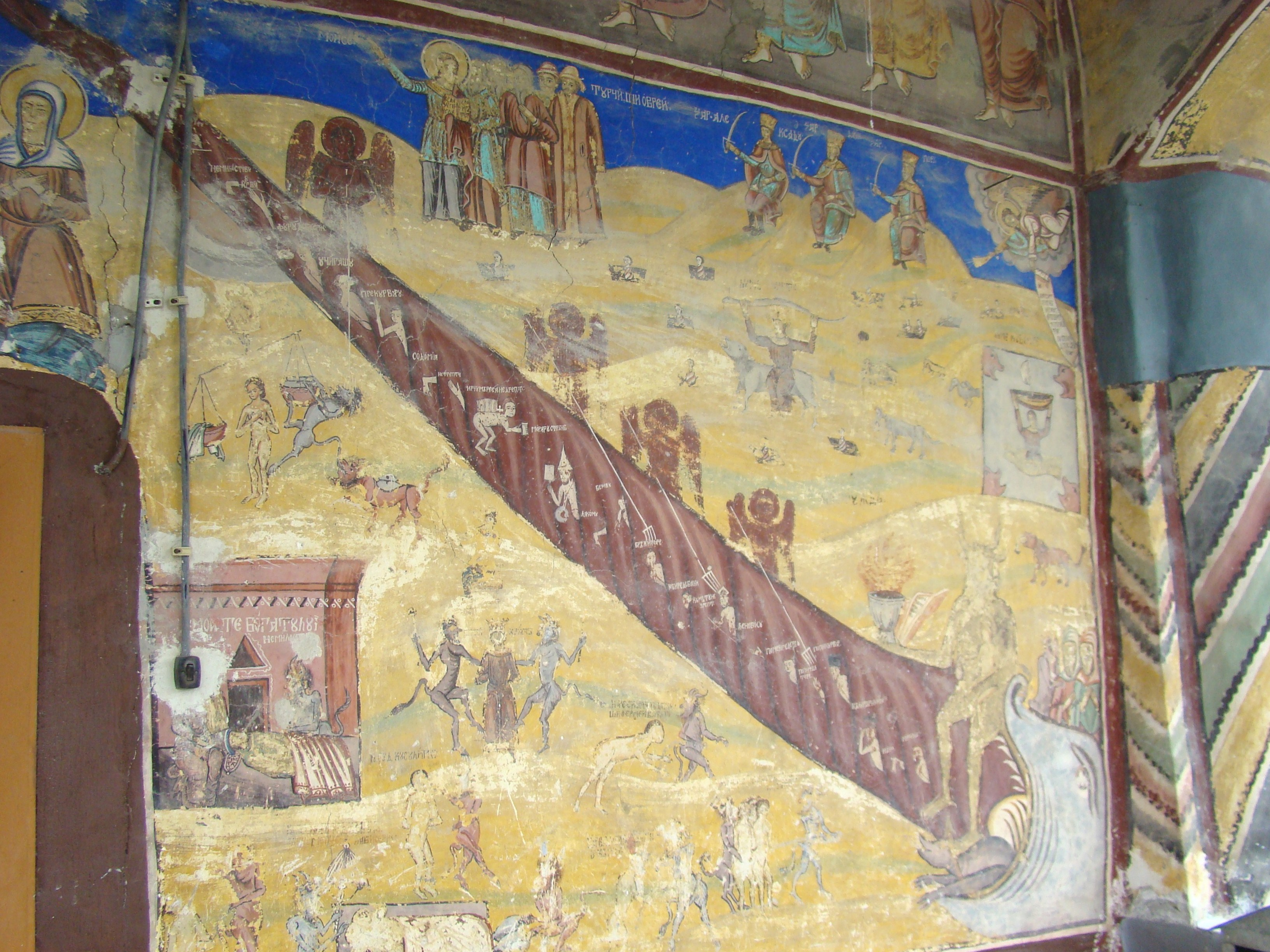
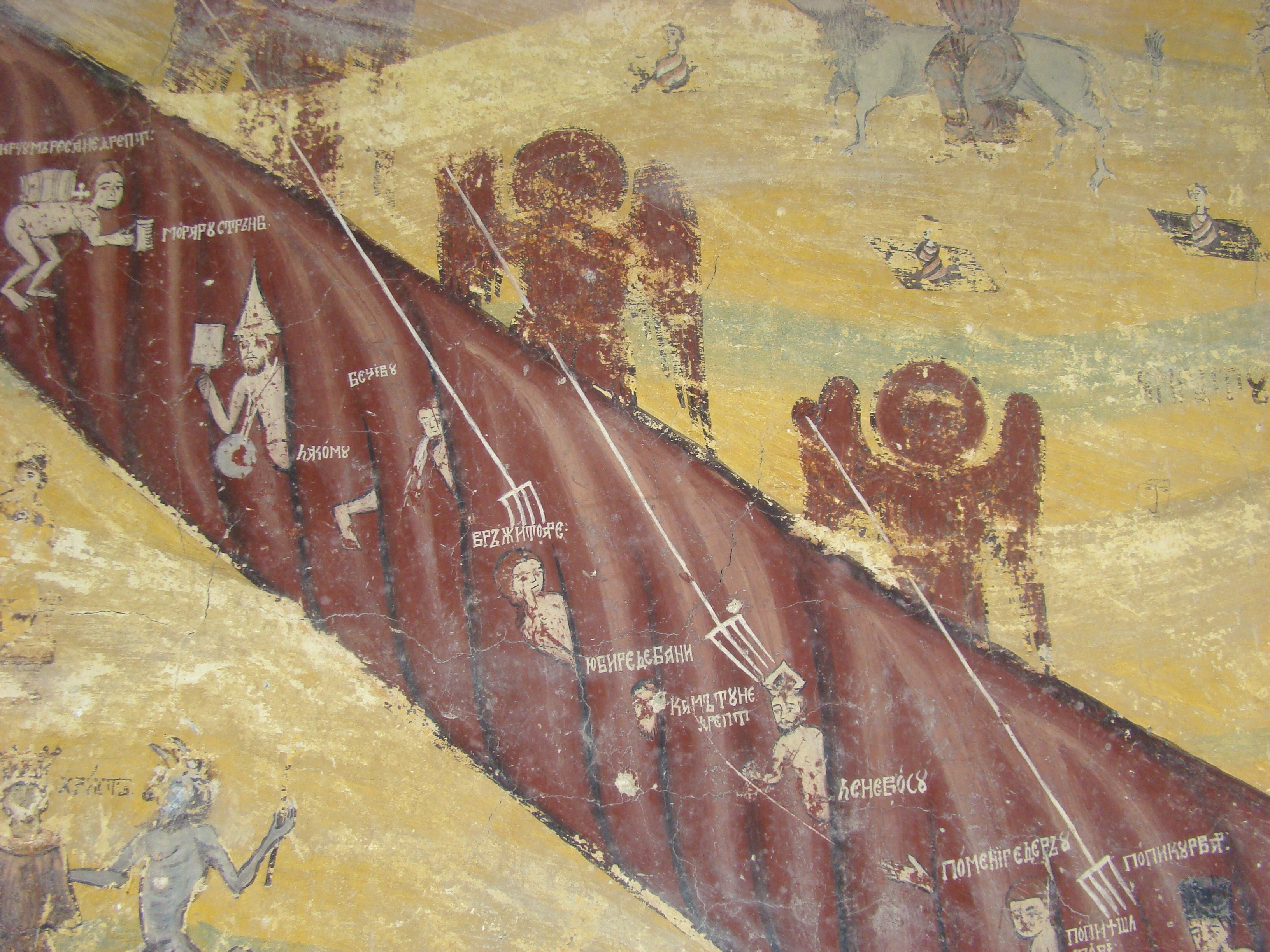
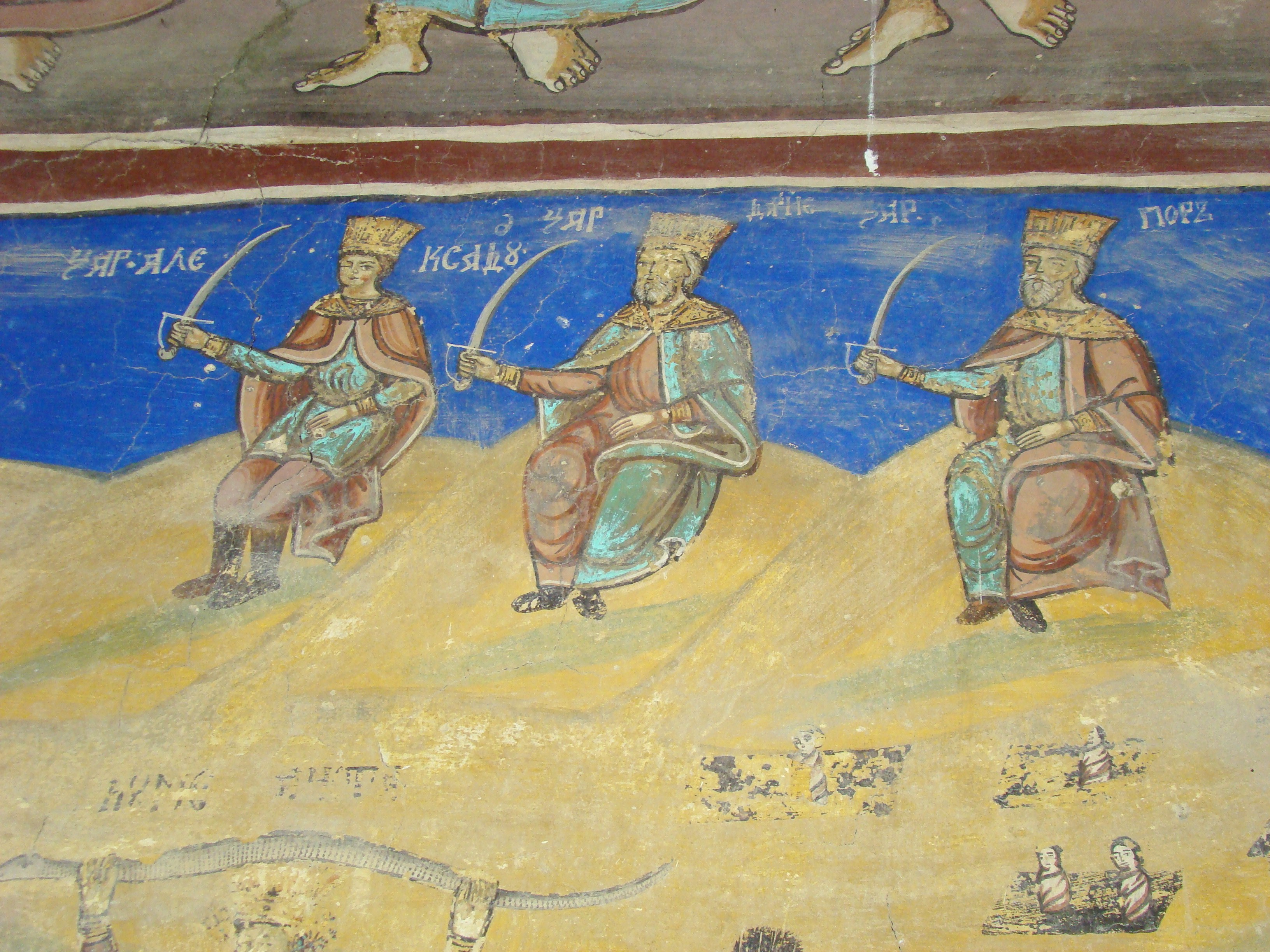
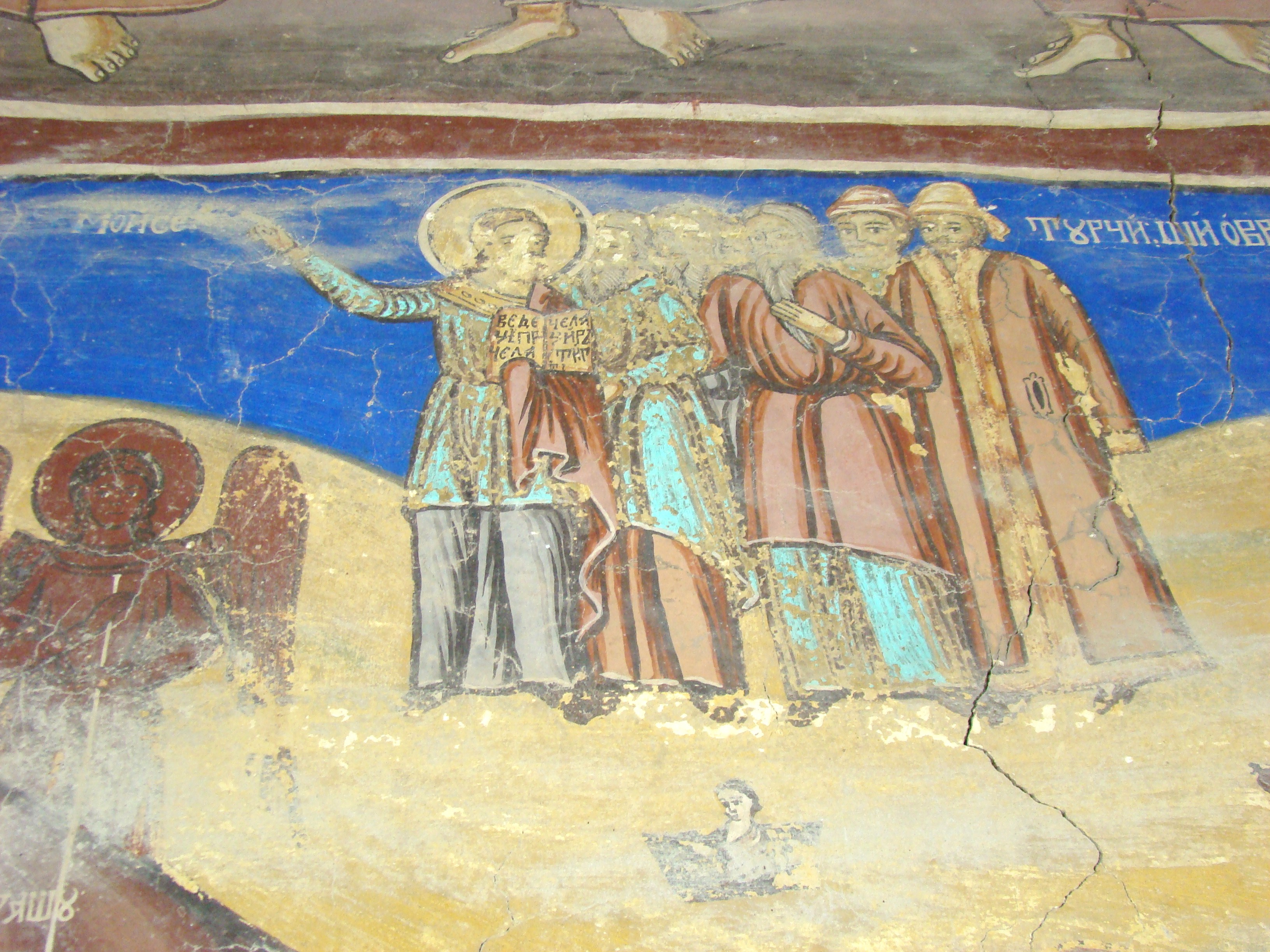
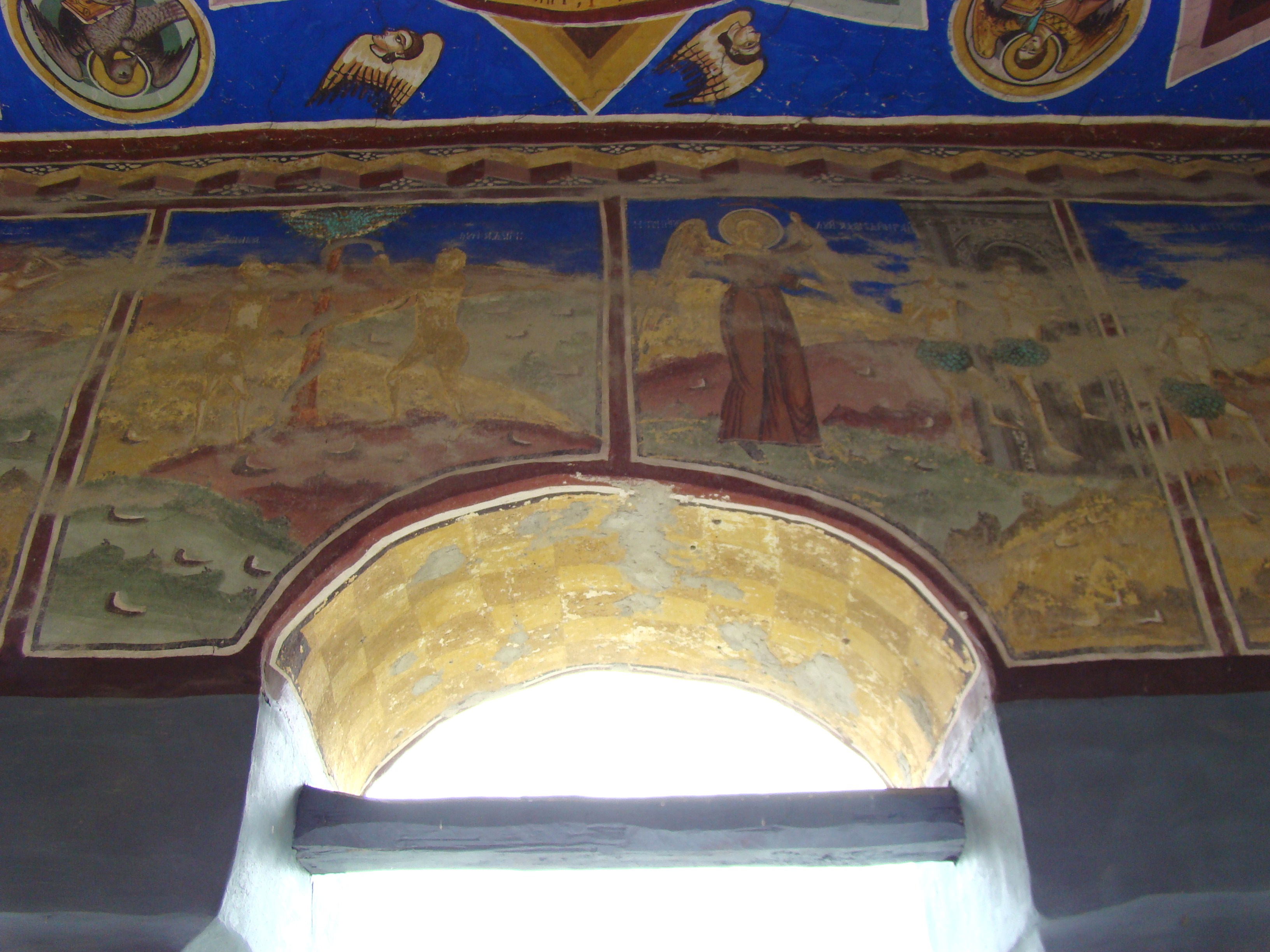
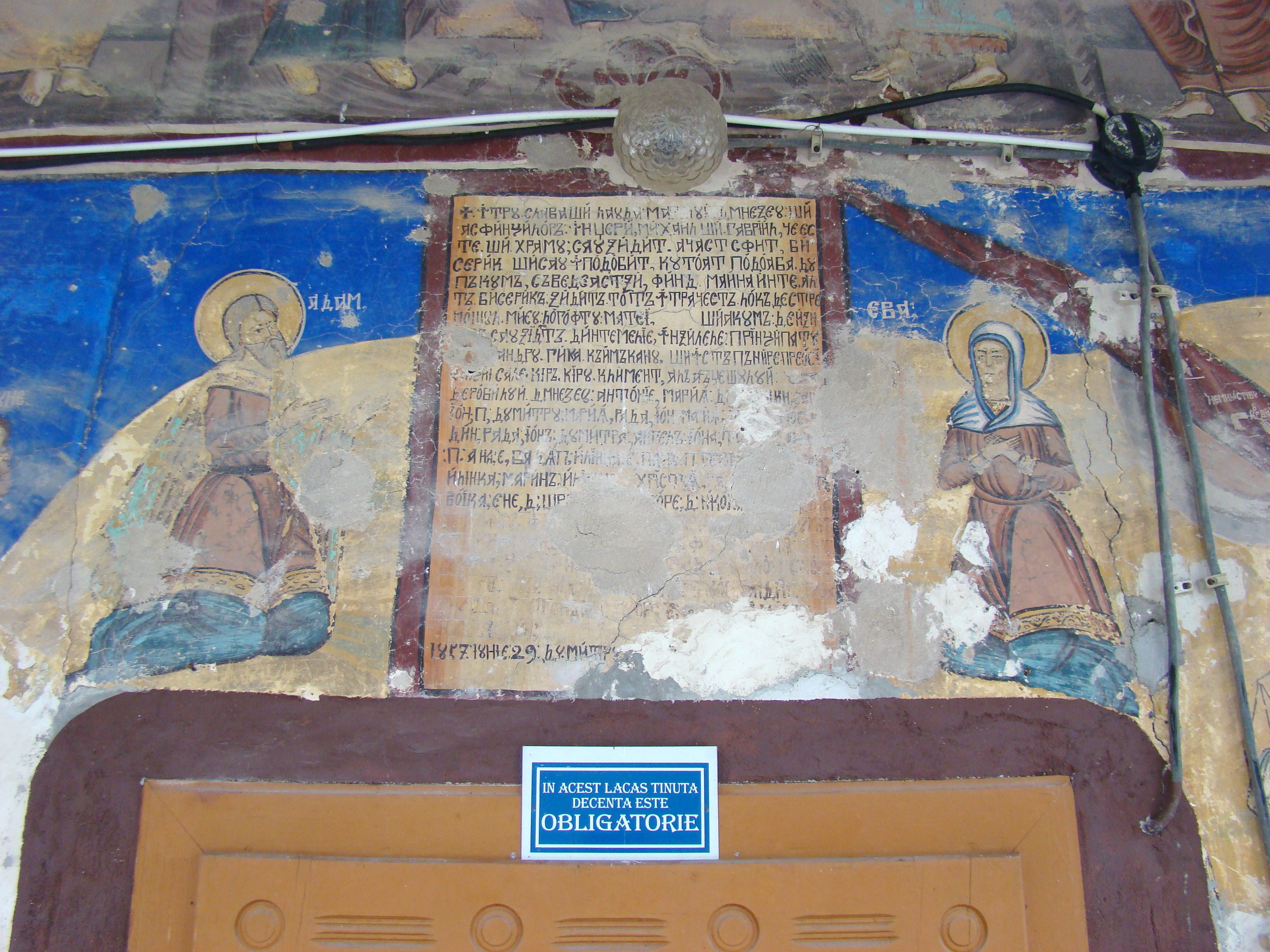
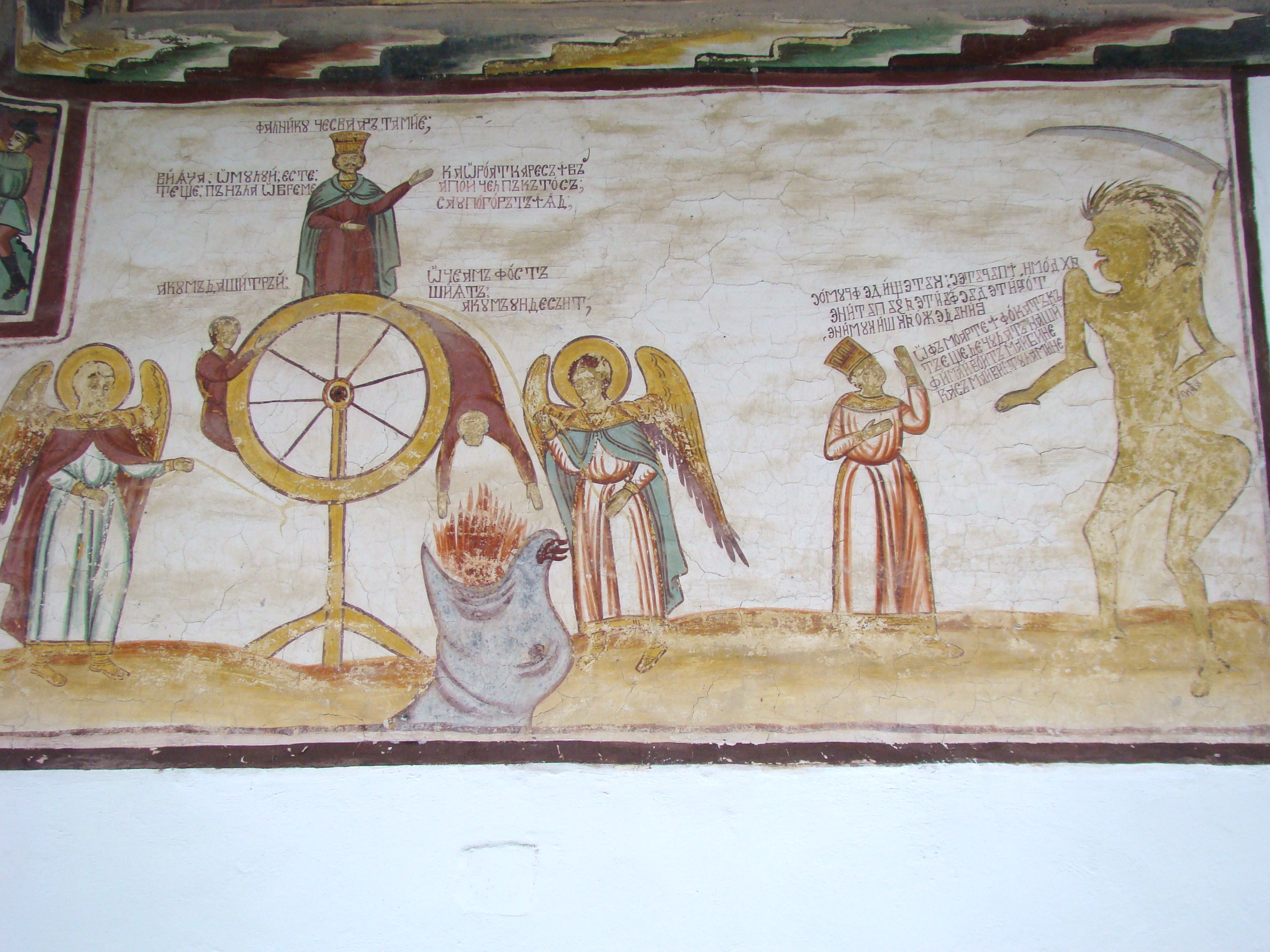
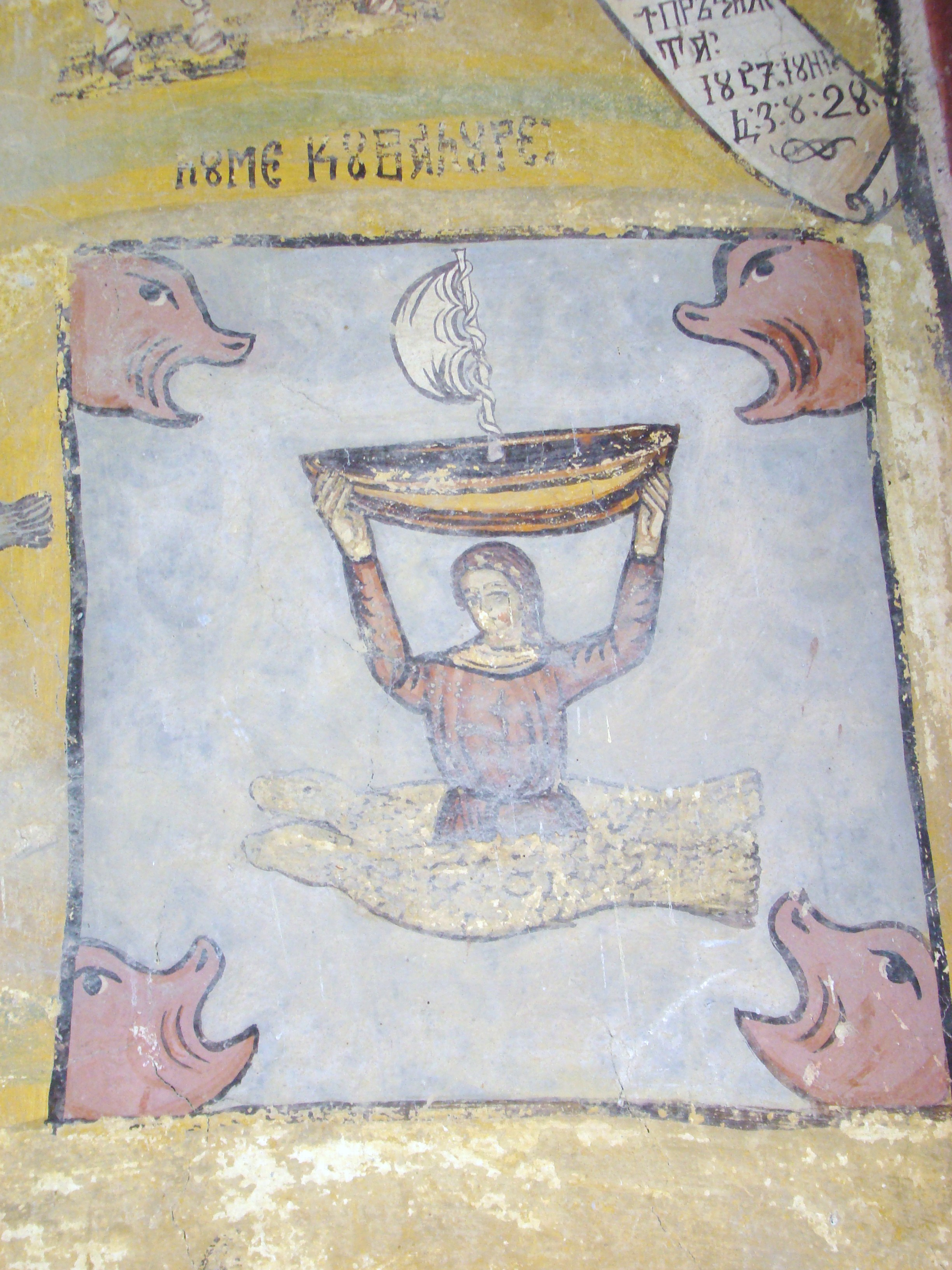
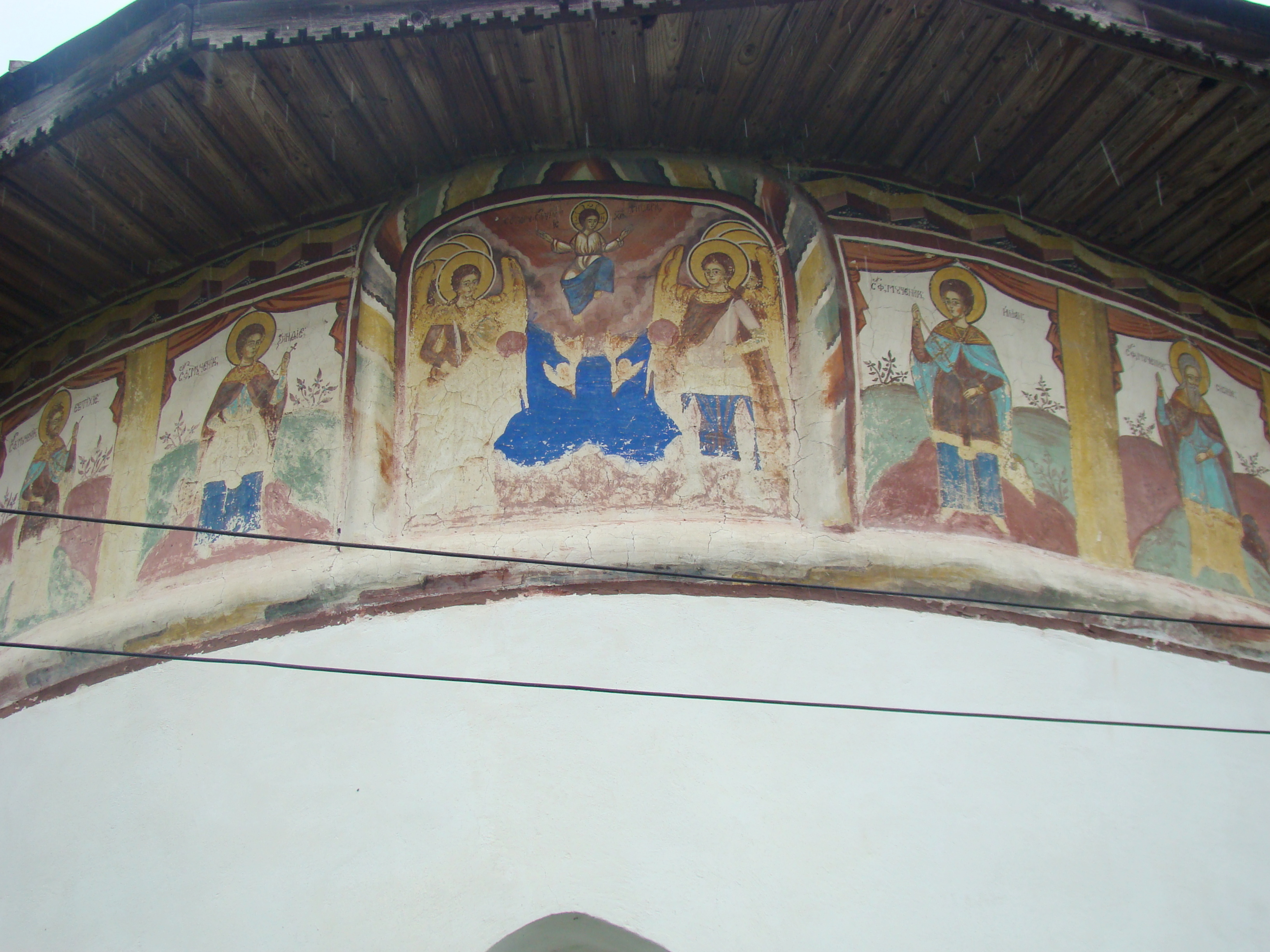
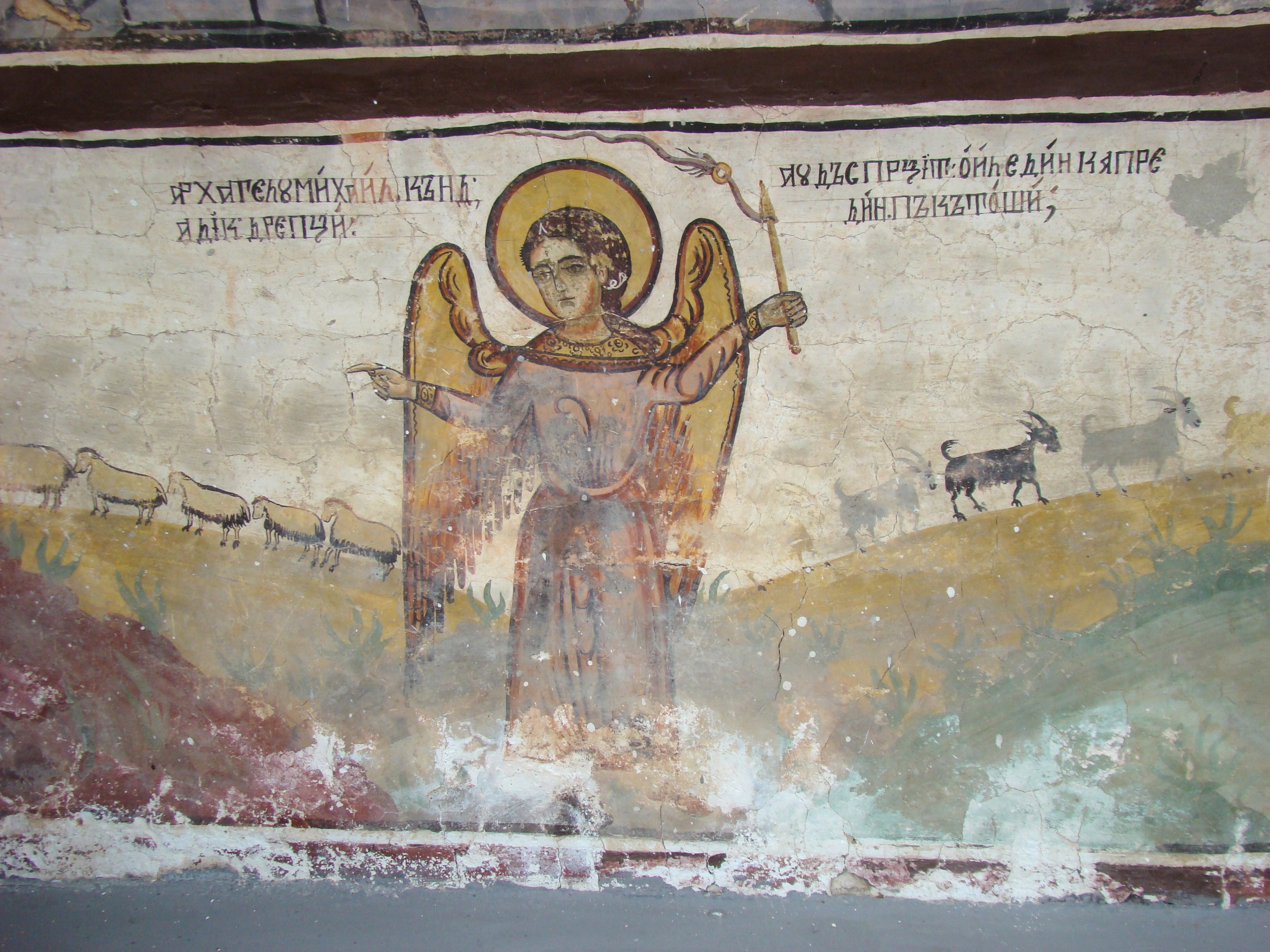
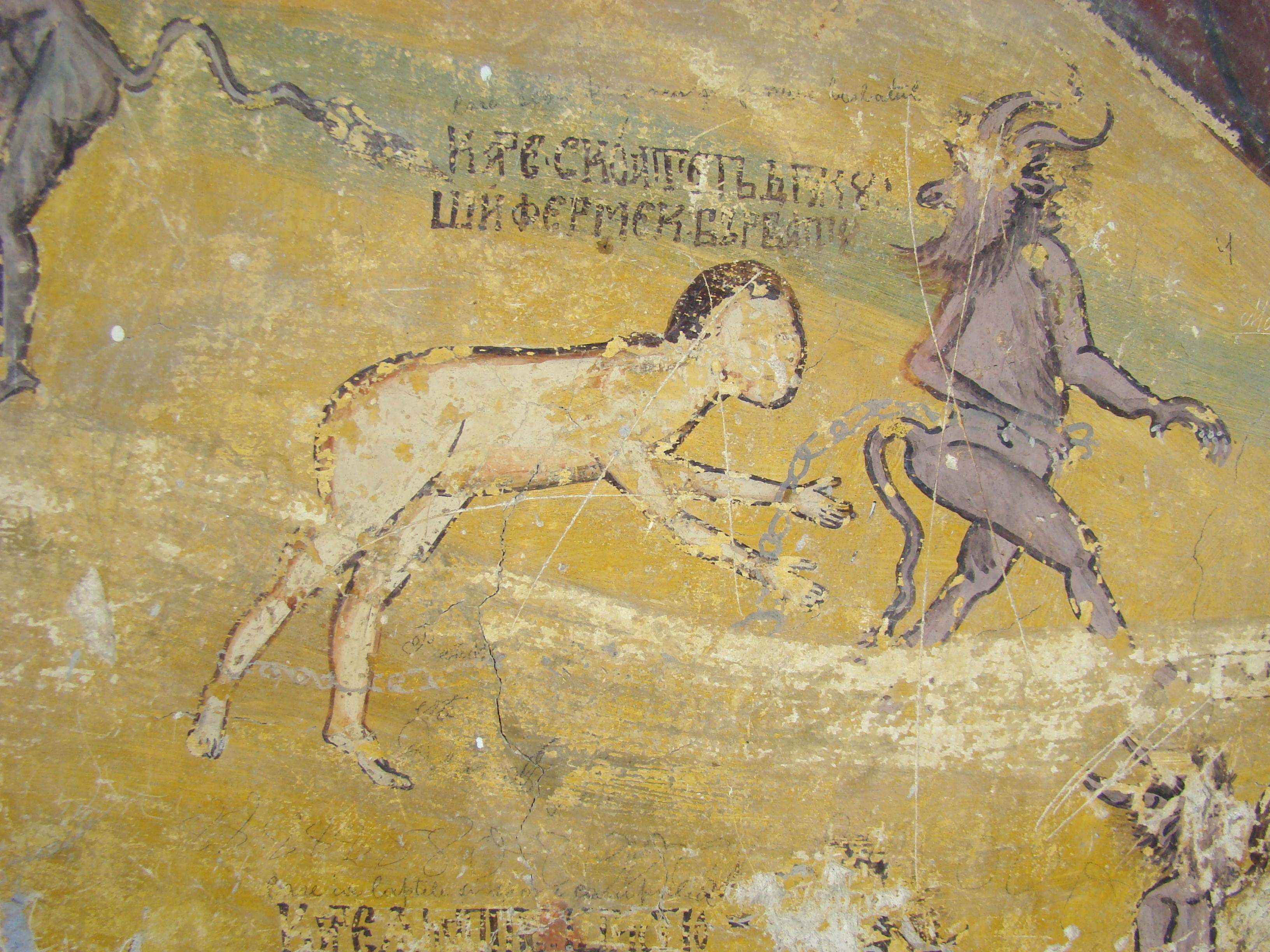
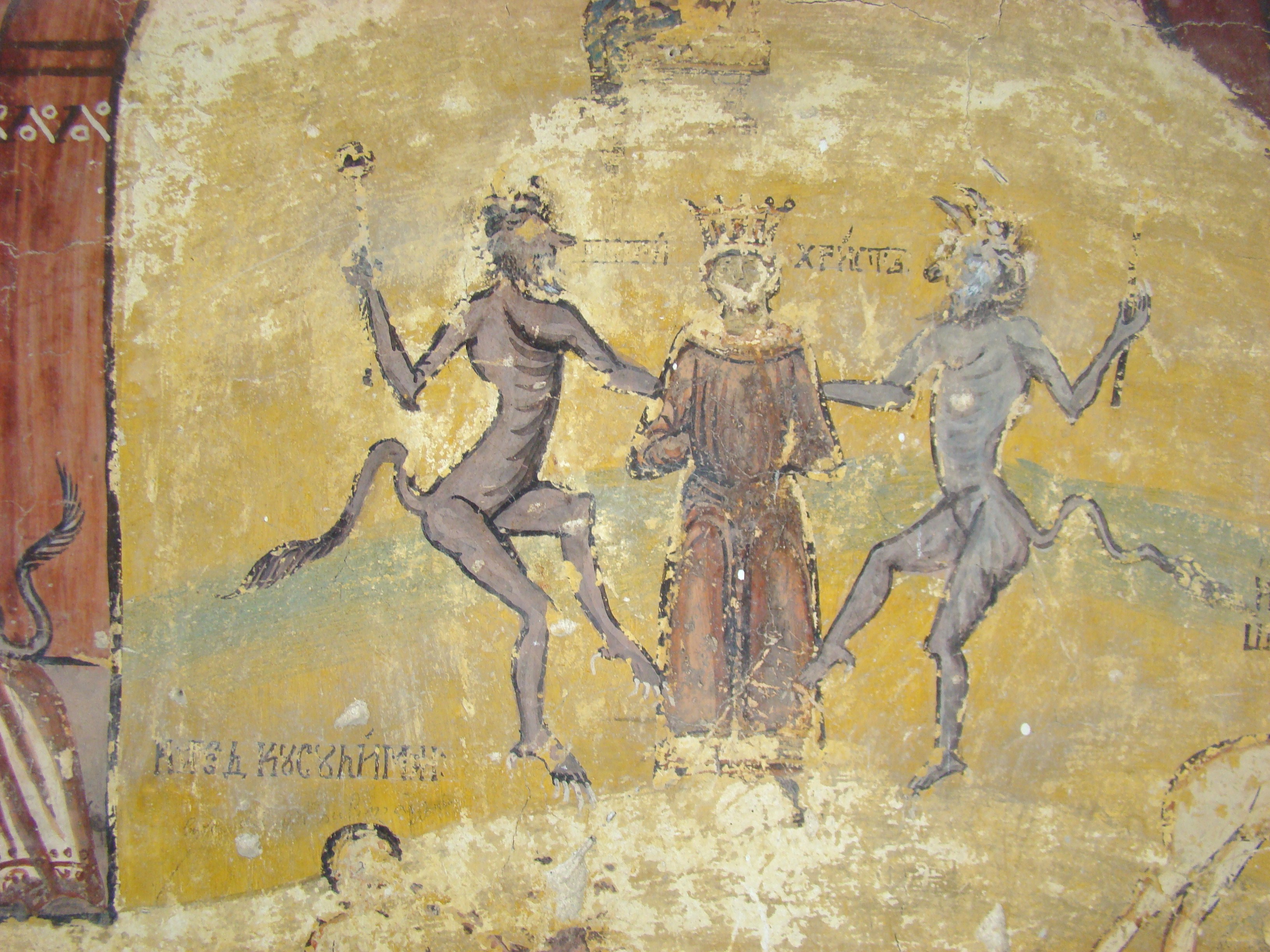
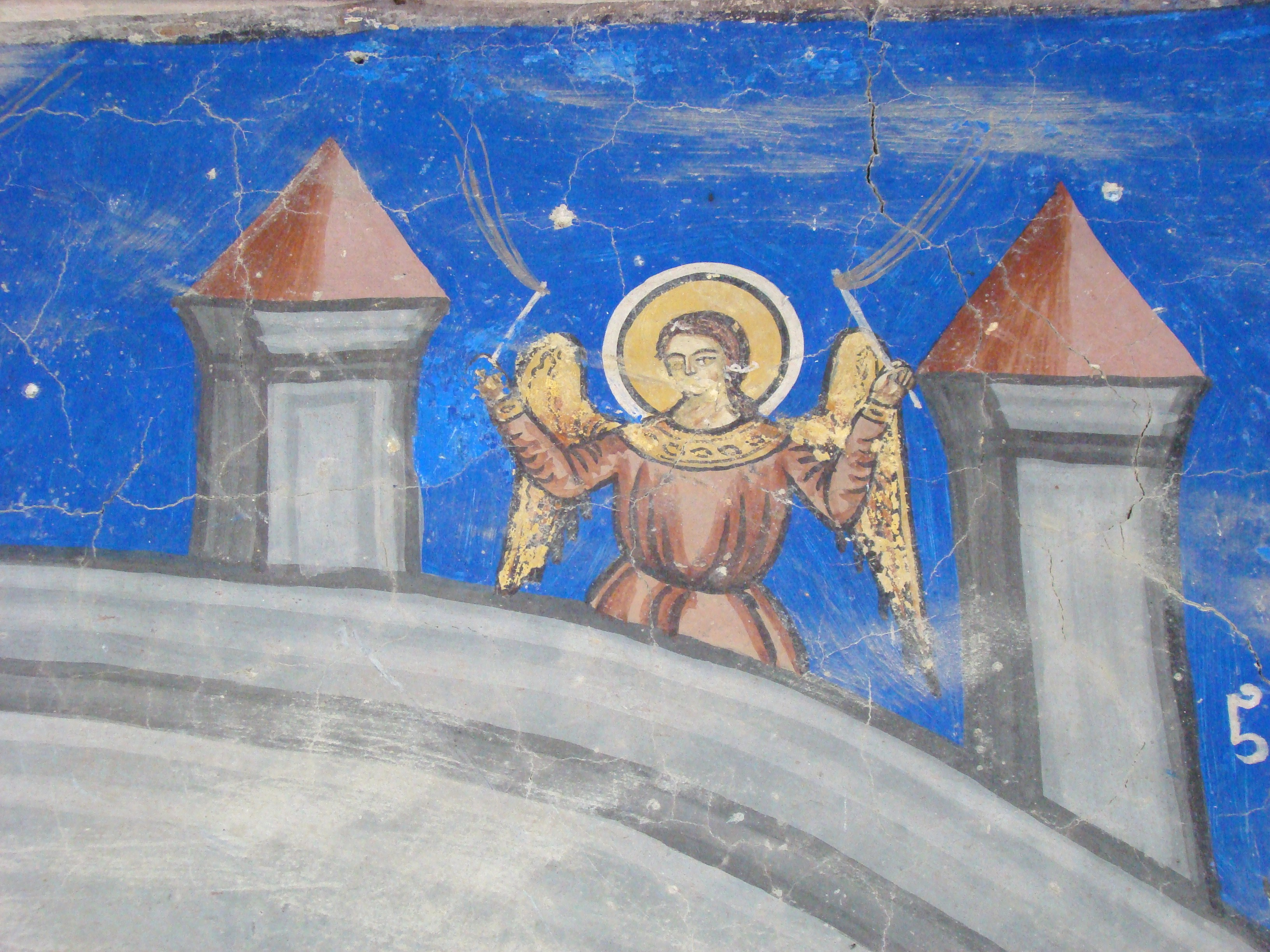
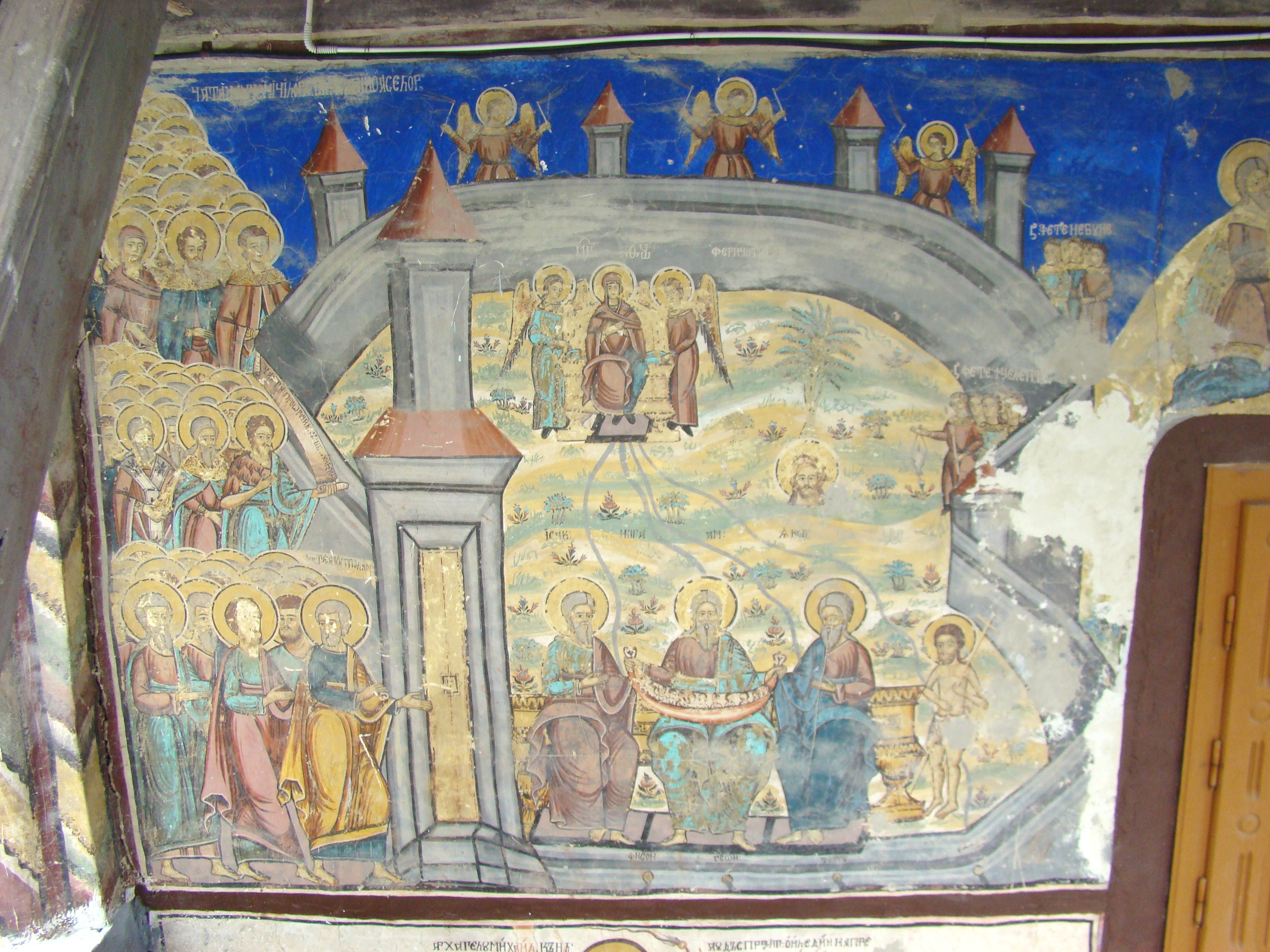
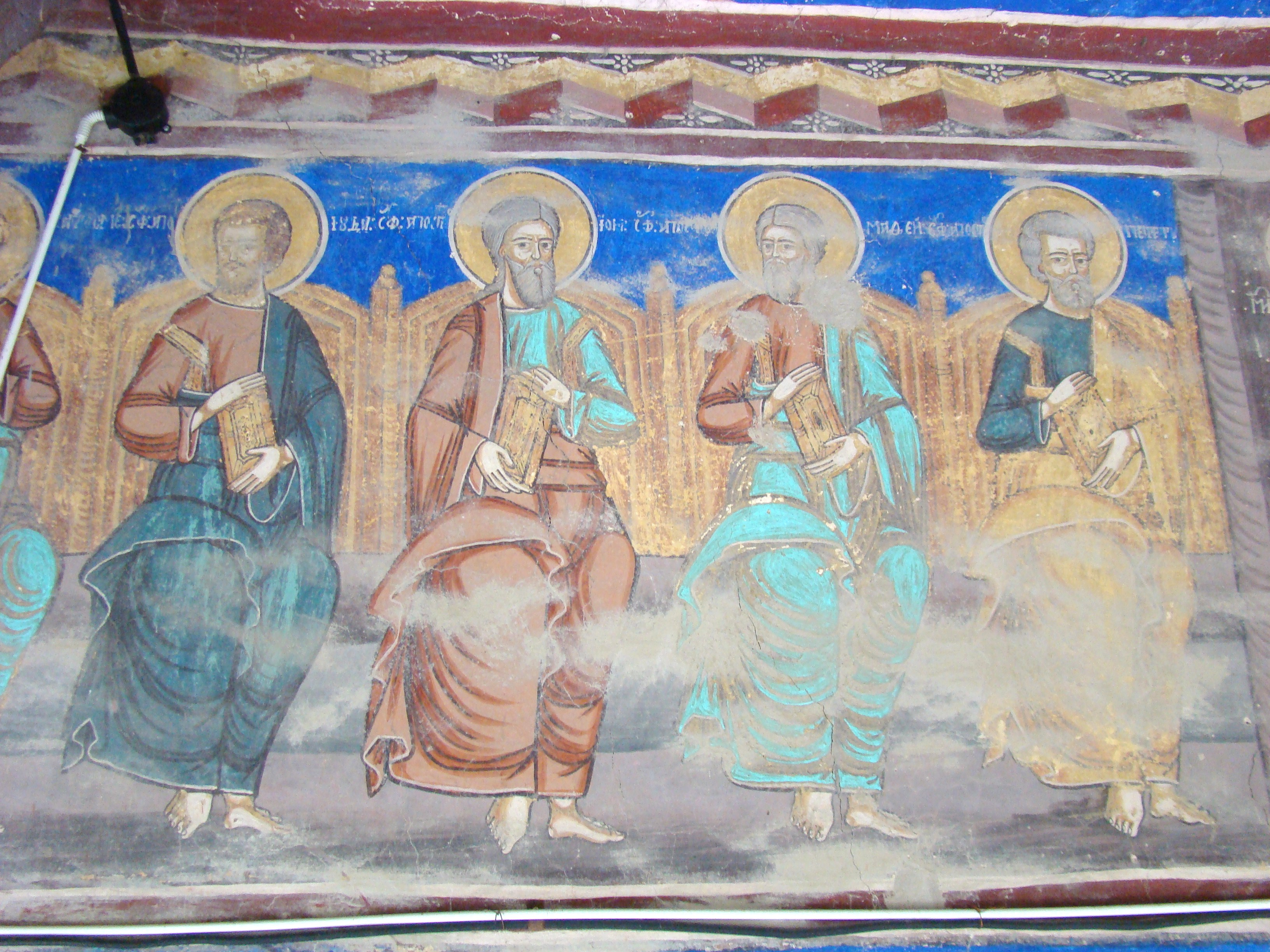
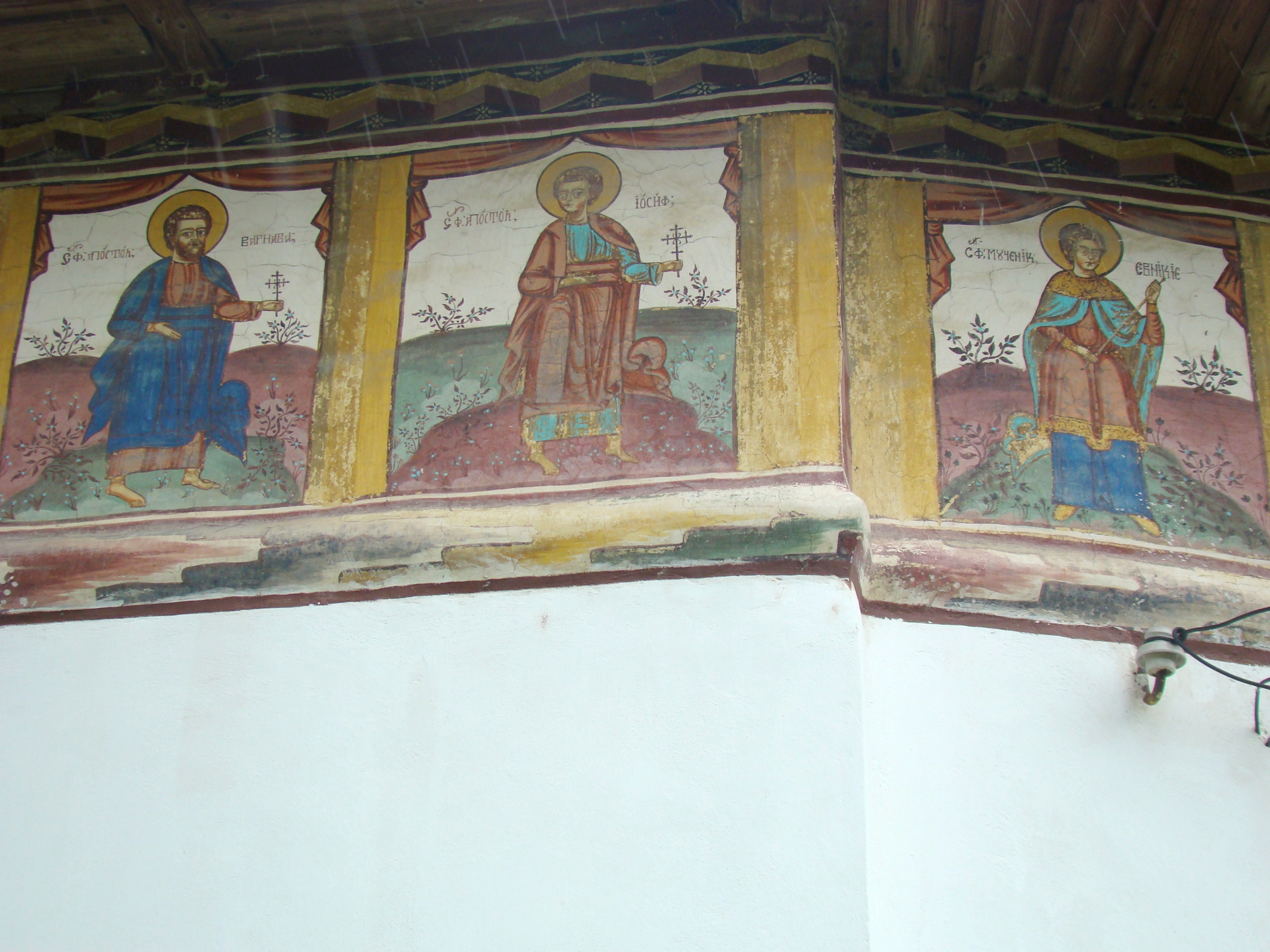